# Аполлоний (граф Агда)
Аполлоний (лат. Apollonius; умер не ранее 872) — граф Агда (не позднее 848 — не ранее 872).

## Биография
Аполлоний известен из нескольких современных ему документов. О его происхождении в исторических источниках не сообщается. Первое упоминание об Аполлонии относится к 11 августа 848 года, когда он уже владел Агдским графством. В данной тогда в Кьерзи правителем западных франков Карлом II Лысым хартии монарх по просьбе графа Аполлония и епископа Дагоберта I передал Агдской епархии ранее шедшую в королевскую казну треть доходов с церкви Святого Стефана.
Когда и при каких обстоятельствах Аполлоний получил Агдское графство — неизвестно. Также точно не установлено, кто был его непосредственным предшественником здесь: предыдущими известными правителями Агда были графы Лейбульф и Арнальд, последние упоминания о которых относятся к 820-м годам. Предполагается, что Аполлоний находился в подчинении правителя Готской марки.
Второе свидетельство об Аполлонии датировано 23 сентября 872 года, когда Карл II Лысый по просьбе епископа Дагоберта I подтвердил передачу графом Агдской епархии виллы.
О дальнейшей судьбе Аполлония сведений не сохранилось. Неизвестно, кто после Аполлония был правителем Агда. Возможно, власть над городом перешла сначала к местным епископам, а затем к виконтам.